# Nossa Senhora de Bettencourt
Nossa Senhora de Bettencourt ou Nossa Senhora a Grande são invocações sinónimas à Virgem Maria na Igreja Católica, em referência a uma vetusta imagem existente na Sé de Lisboa.

## História
As notícias mais antigas da imagem têm-na como proveniente de França, do porto de Béthencourt, de onde havia sido trazida pelo militar e navegador Martim Afonso de Sousa em data estimada por Júlio de Castilho como cerca de 1521; dizem alguns relatos que a comprara a um herege que a guardara sem reverência e respeito num vão de escada. Chegando a Lisboa a nau que transportava a imagem de Nossa Senhora, aportou defronte da Igreja de São Paulo, onde a imagem foi primeiramente depositada; o Cabido da Sé apressou-se, contudo, a transportar a imagem para a catedral.
Desagradados com o feito, o pároco e paroquianos de São Paulo entraram em litígio com a Catedral sobre a posse da imagem, e chegaram a alcançar uma sentença contra o Cabido: a imagem de Nossa Senhora foi então levada de volta em solene procissão para São Paulo. Contudo, no dia seguinte, a imagem encontrava-se miraculosamente de novo na Sé ("E sendo esta poderosa Senhora levada por ministério de anjos, quis ela dar-nos a entender que por nosso amor dava muitos passos e que fora pelos seus pés, porque se acharam chocas ou sinais da lama nas orlas da túnica"), onde passou a ficar, alvo de grande devoção, atribuindo-se-lhe portentosos milagres. É tido que as senhoras de Lisboa que estavam para ser mães costumavam beber, por devoção, água onde deitavam pós raspados da pedra da imagem; daí provém uma cova muito grande que existe na parte posterior do manto.
Gaspard de Bettencourt (1440-1522), o Francês, e sua mulher Guiomar de Sá fundaram uma capela na Sé de Lisboa ou Basílica de Santa Maria Maior onde eles colocaram esta imagem de Nossa Senhora de Bettencourt. Posteriormente, esta imagem de pedra foi vestida e coroada. Regnault de Bethencourt (IV) avô paterno de Gaspar de Bettencourt era irmão de Jean de Bettencourt(IV), este foi o iniciador das conquistas Cristãs das Ilhas Canárias que passou a usar o título de Rei das Canárias. 

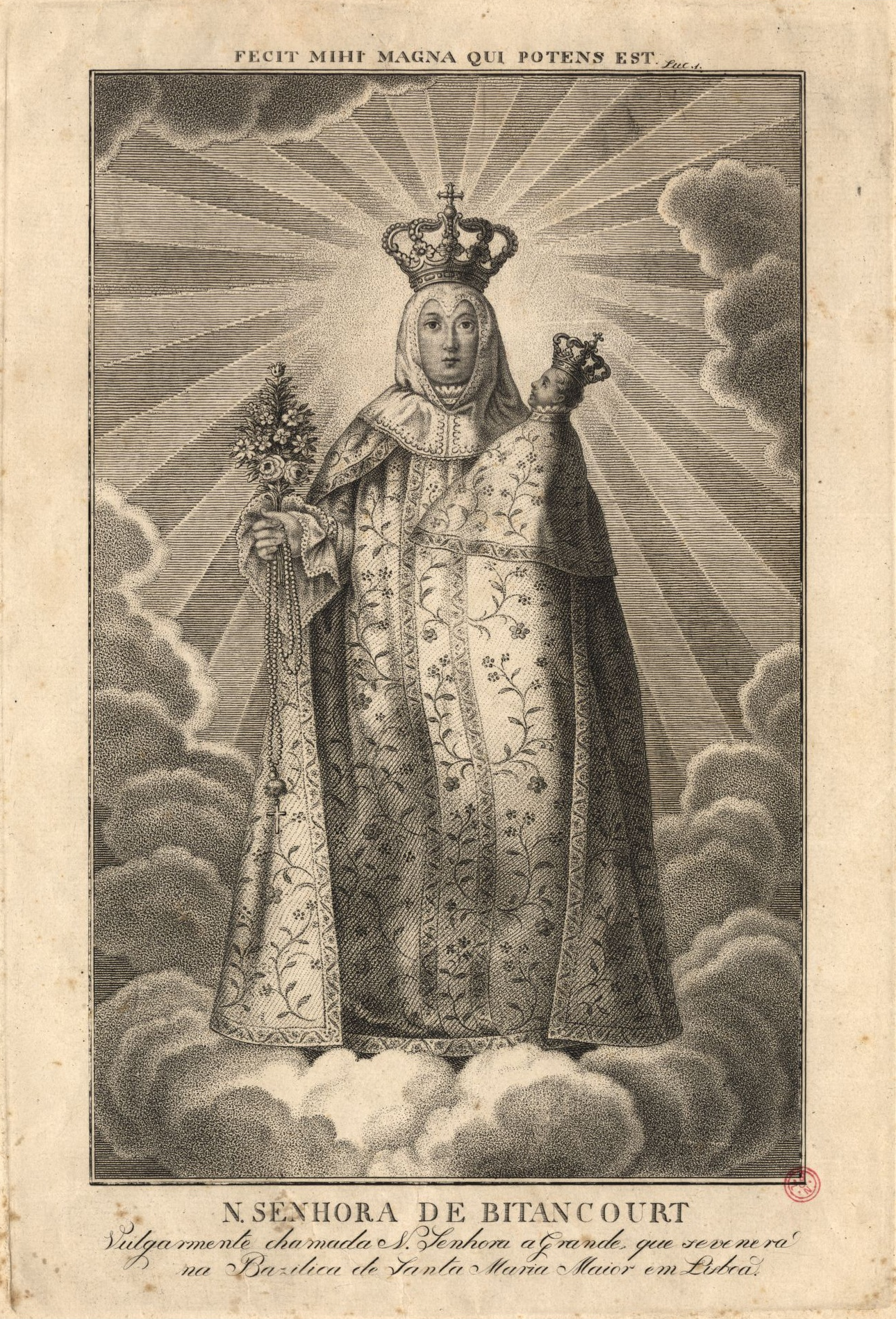
Pagela de Nossa Senhora de Bettencourt, c. 1855

Consta do Agiológio Lusitano que Briolanja Vogada, Terceira da Penitência de São Francisco de Assis, durante a sua mortificação dirigia todas as suas jaculatórias à imagem do Menino Jesus e à Virgem de Bettencourt, aparecendo-lhe esta muitas vezes para lhe dar ânimo "contra as frequentes baterias dos infernais ministros". Sabe-se também que era da devoção da Família Real: uma nota da Gazeta de Lisboa dá-nos conta de que no sábado, 2 de Julho de 1746, foram a Rainha, a Princesa, a Princesa da Beira, e as Infantas D. Maria Ana e D. Maria Francisca Doroteia fazer oração a Nossa Senhora de Bettencourt.
No início do século XVIII, segundo descrição de Frei Agostinho de Santa Maria na sua obra Santuário Mariano, a imagem encontrava-se colocada num tabernáculo de jaspes preciosos adornado de colunas salomónicas, e coberta de rico dossel; a imagem estaria adornada com preciosos vestidos guarnecidos de ouro. Durante o Terramoto de 1755, a Sé ficou arruinada, mas a imagem da Senhora de Bettencourt escapou ilesa quer do sismo quer do incêndio que se lhe seguiu. O altar seiscentista, que ficava junto do arco triunfal do altar-mor do lado do Evangelho, foi retirado durante obras de restauro e cedido à capela do Hospital da Ordem Terceira de São Francisco da Cidade.